# Monuments médiévaux au Kosovo
Monuments médiévaux au Kosovo est le terme utilisé par l'UNESCO pour caractériser différents biens :
- Église de la Vierge de Leviša
- Patriarcat de Peć
- Monastère de Visoki Dečani
- Monastère de Gračanica

## Historique

Monastère de Gracanica.

En 2004, l'UNESCO a reconnu le monastère Dečani pour sa valeur universelle exceptionnelle. Deux ans plus tard, le site du patrimoine a été étendu en nomination en série, pour inclure trois autres monuments religieux: Patriarcat de Peć, Église de la Vierge de Leviša et le Monastère de Gračanica.
En 2006, la propriété a été inscrit sur la Liste du patrimoine mondial en danger à cause des difficultés dans la gestion et la conservation découlant de l'instabilité politique de la région.

## Controverse de l'UNESCO
Il y a une controverse en cours sur la candidature du Kosovo à se joindre à l'UNESCO, qui se traduirait par des sites listés comme faisant partie du Kosovo et non de la Serbie. Ces monuments ont été attaqués, surtout pendant les violences ethniques en 2004, pendant la règle UNMIK du Kosovo, lorsque l'Église de la Vierge de Leviša a été lourdement endommagé,,,. En Octobre 2015, le Kosovo a été recommandé par le Conseil exécutif de l'UNESCO pour son adhésion. La demande d'adhésion a été validé à la conférence générale de l'UNESCO en Novembre 2015.
Tomislav Nikolić, président de la Serbie, a publié sur sa chaîne YouTube une vidéo sur la destruction des églises et des attaques sur les monuments.
Isa Mustafa, le Premier ministre du Kosovo a souligné « la campagne positive que le Kosovo mène » pour son offre de l'UNESCO. Il a condamné les dirigeants serbes pour leur « série d'attaques inimaginables ont rien à voir avec la vérité. » M. Mustafa a également souligné que l'Eglise orthodoxe serbe au Kosovo continuera à profiter de « la protection et de conserver les droits, des privilèges et de l'immunité » et que le Kosovo avait donné des « garanties internationales » pour ça.
L'UNESCO n'a pas accepté le Kosovo en tant que membre, la proposition n'a pas eu une majorité des deux tiers à la Conférence générale de l'organisation à Paris le 9 novembre 2015,.  L'une des principales raisons de ce rejet de la demande albanaise,, est des troubles de 2004 au Kosovo, où 35 églises orthodoxes ont été profanées, endommagés ou détruites,, y compris l'église de la Vierge de Leviša qui est un site du patrimoine mondial,. L'église est soumise au pillage constant - même de ses matériaux de construction, particulièrement le plomb précieux a été volé à plusieurs reprises sur le toit.

## Galerie

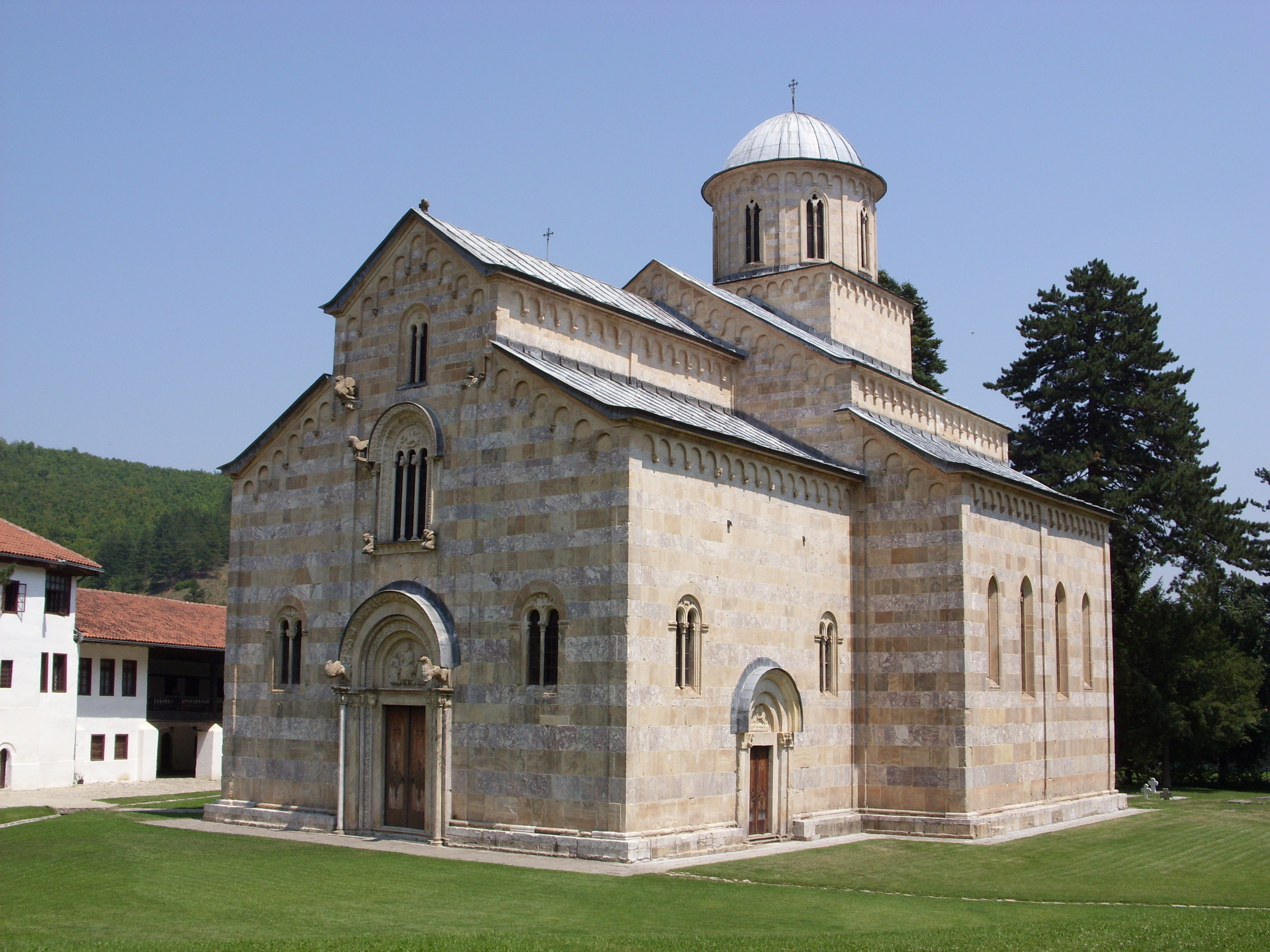
Visoki Dečani
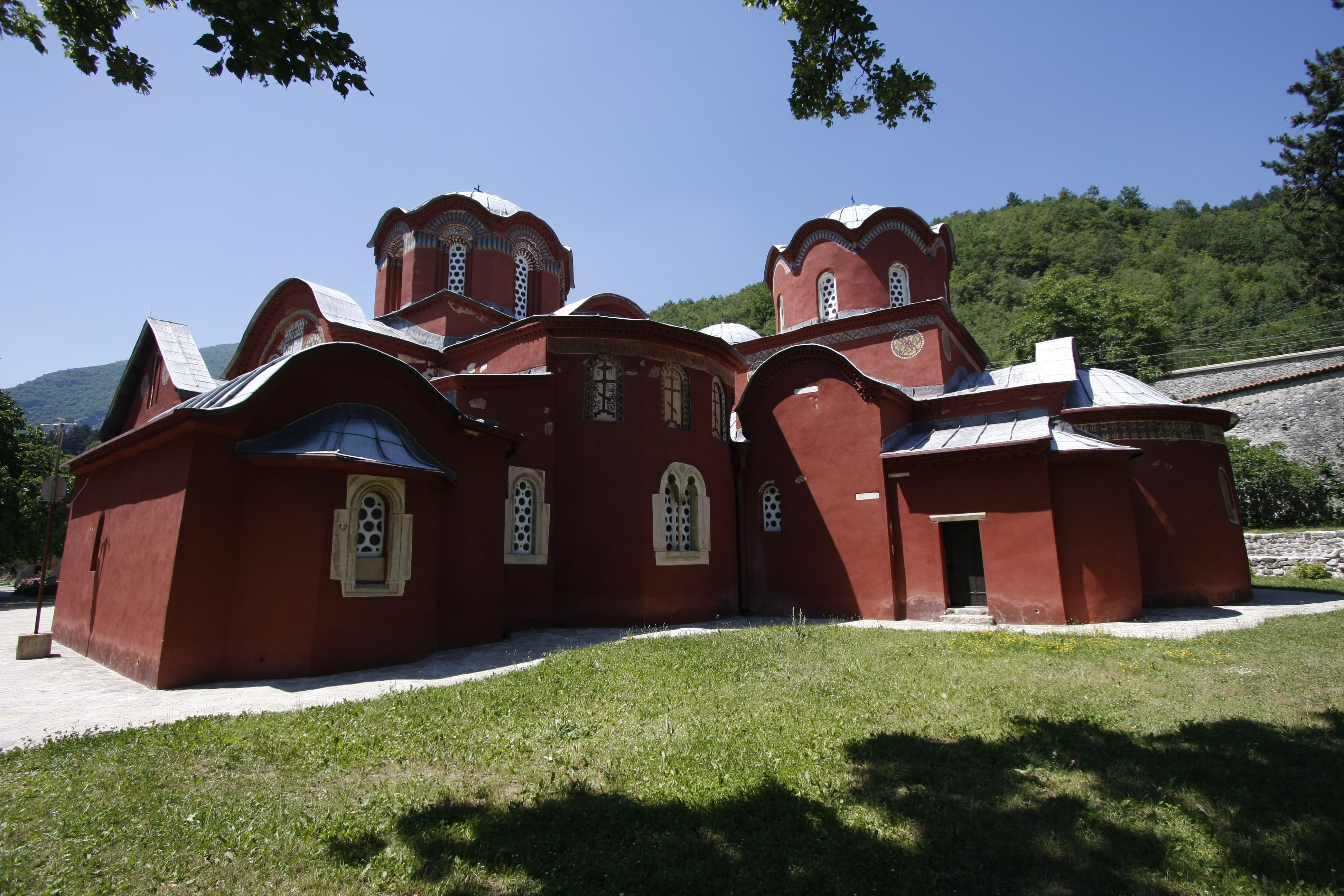
Patriarcat du monastère de Peć
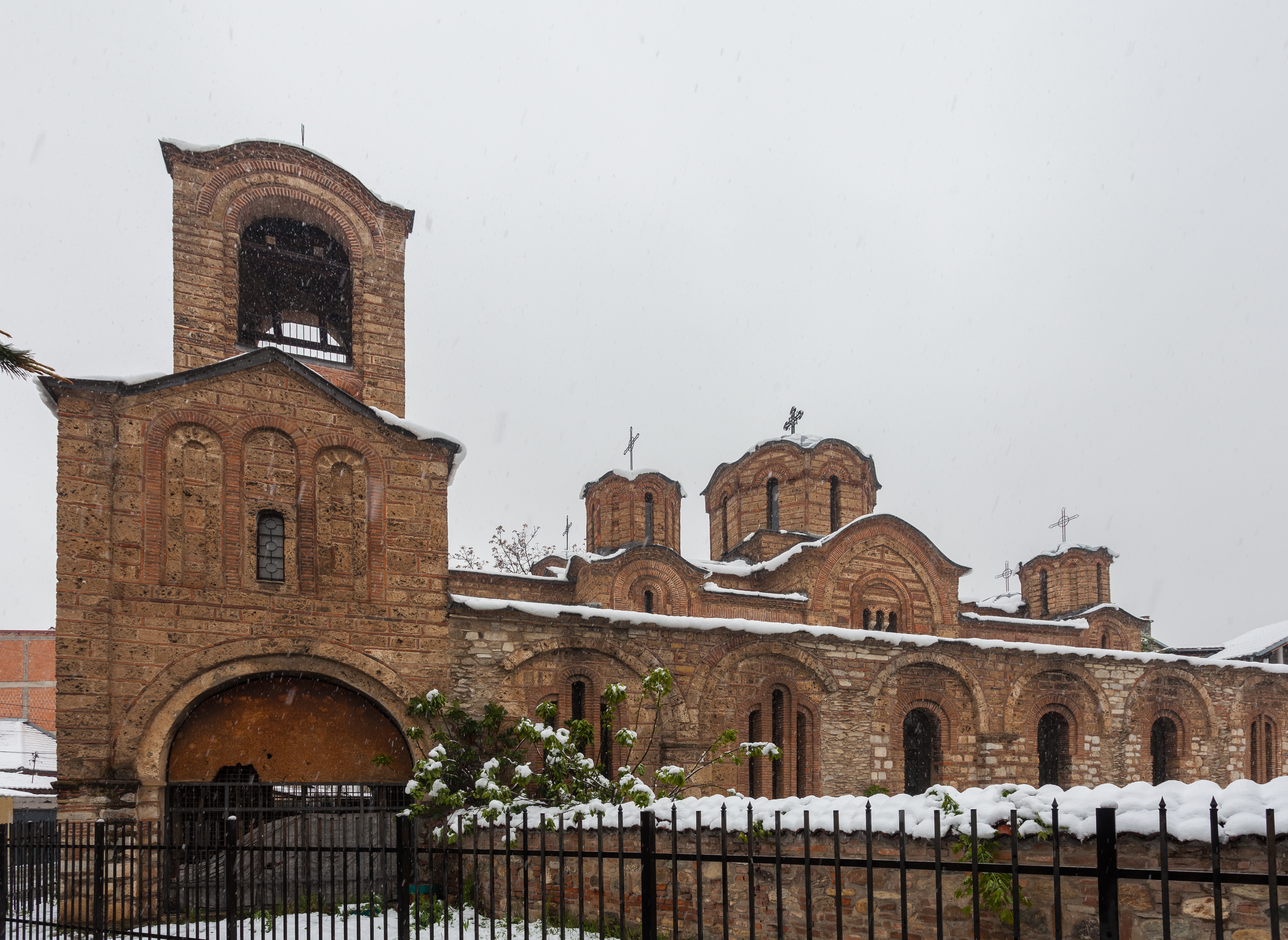
Église de la Vierge de Leviša
Gračanica